# Tarmstedt
Tarmstedt település Németországban, azon belül Alsó-Szászország tartományban. Lakosainak száma 4190 fő (2023. december 31.).

## Népesség
A település népességének változása:
| Lakosok száma | 3848 | 3852 | 3841 | 4055 | 4167 | 4190 |
|               | 2016 | 2017 | 2019 | 2021 | 2022 | 2023 |